# Ria Baran
Pour les articles homonymes, voir Baran.
Ria Baran (née le 2 novembre 1922 à Dortmund - morte le 12 novembre 1986 à Düsseldorf) est une patineuse artistique allemande qui a été double championne du monde et championne olympique en couple avec Paul Falk en 1952.

## Biographie

### Carrière sportive
Ria Baran s'est mariée avec son partenaire Paul Falk au cours de sa carrière sportive. C'est pourquoi elle peut apparaître au palmarès sous différents noms: Ria Baran, Ria Baran-Falk ou Ria Falk.
Le couple patine au club de Düsseldorf (DEG Metro Stars, Düsseldorf) et a la particularité de ne pas avoir d'entraîneur ! Sextuples champions d'Allemagne entre 1947 et 1952, ils ne peuvent néanmoins pas se présenter aux compétitions internationales avant 1951, car l'Allemagne en est exclue à la suite de la Seconde Guerre mondiale.
Ils ne participent au cours de leur carrière qu'à deux championnats d'Europe (1951 à Zurich et 1952 à Vienne), deux championnats du monde (1951 à Milan et 1952 à Paris) et ne sont présents qu'une seule fois aux jeux olympiques en 1952 à Oslo. Ils remportent les cinq compétitions internationales auxquelles ils participent. Ils n'ont donc jamais été vaincus en compétition amateur.
Ils inventent le porté en lasso et sont le premier couple à exécuter des double sauts en parallèle, succédant ainsi à leurs compatriotes d'avant guerre Ernst Baier et Maxi Herber qui avaient été les premiers à exécuter des simples sauts en parallèle.
Ria Baran a été désignée trois fois consécutivement personnalité sportive allemande de l'année de 1950 à 1952. Elle est inhumée au cimetière du Nord de Düsseldorf.

### Reconversion
Après leur victoire olympique, Ria Baran et Paul Falk deviennent professionnels et participent à la tournée Holiday on Ice.
Après avoir quitté définitivement le patinage, Ria Baran travaille comme secrétaire. Elle meurt à Düsseldorf en Rhénanie-du-Nord-Westphalie en 1986 à l'âge de 64 ans.

## Palmarès
Avec sa partenaire Paul Falk
| Compétition | 1945 | 1946 | 1947 | 1948 | 1949 | 1950 | 1951 | 1952 |
| Jeux olympiques d'hiver |      |      |      | JI   |      |      |      | 1re  |
| Championnats du monde | CA   | CA   | CI   | CI   | CI   | CI   | 1re  | 1re  |
| Championnats d’Europe | CA   | CA   | CI   | CI   | CI   | CI   | 1re  | 1re  |
| Championnats d'Allemagne de l'Ouest                                                                                            | CA   | CA   | 1re  | 1re  | 1re  | 1re  | 1re  | 1re  |
| Légende : JI = Jeux olympiques interdits aux allemands ; CA = Championnats annulés ; CI = Championnats interdits aux allemands |      |      |      |      |      |      |      |      |